# Намдэмун
Намдэмун (кор. 남대문?, 南大門? Великие южные ворота, официальное название — Суннемун кор. 숭례문?, 崇禮門? Ворота возвышенных церемоний) — один из старейших архитектурных памятников Сеула, построенный в 1398 году, входящий в список национального достояния Республики Корея под первым номером.

## История
Строительство ворот Намдэмун началось во время правления династии Чосон в 1395 году в рамках строительства крепостных укреплений и завершено в 1398 году. В то время они получили название Намдэмун (кор. 남대문) (Великие южные ворота). Эти ворота являются старейшим деревянным зданием в Сеуле.
В начале XX века японские колониальные власти Кореи под предлогом развития транспортной инфраструктуры Сеула снесли большую часть крепостных стен, окружавших центр города, оставив только Ворота Намдэмун и Тондэмун (восточные ворота). Во время Корейской войны ворота пострадали, и в 1961—1963 годах была проведена обширная реставрация ворот. 20 декабря 1962 года воротам Намдэмун был присвоен статус национального достояния Кореи № 1.
В 2005 году началась реконструкция ворот с укладкой травяного газона, и с 3 марта 2006 года был открыт свободный доступ посетителей. В ходе этой реставрации было сделано 182 чертежа, для использования их в дальнейших реставрациях.
Внешний вид ворот Намдэмун послужил основой дизайна ворот города Дарнасс, столицы расы ночных эльфов в MMORPG World of Warcraft.

### Пожар 2008 года
В ночь с 10 февраля на 11 февраля 2008 года в деревянной части здания вспыхнул пожар. Более 300 пожарных в течение 3-х часов безуспешно пытались потушить огонь, но деревянная часть памятника сгорела дотла. Полиция предположила, что причиной пожара мог стать поджог.
12 февраля 2008 года был арестован пожилой кореец, который признался, что совершил поджог сооружения из-за озлобленности на местные власти, которые не помогли ему разобраться в вопросе с получением денежной компенсации от компании-застройщика. Полученная им компенсация за принадлежавший ему земельный участок ему показалась недостаточной. Вечером он проник на второй этаж ворот, разлил припасённый им растворитель и поджёг с помощью зажигалки. Ранее этот же человек совершил поджог в другом архитектурном памятнике Сеула — дворце Чхангёнгун.
Ворота были восстановлены в 2013 году.